# Сехотепібраанх I
Сехотепібраанх I (*XIX ст. до н. е.) — давньоєгипетський діяч XII династії, верховний жрець Птаха у Мемфісі за володарювання фараонів Аменемхета II та Сенусерта II.

## Життєпис
Початок кар'єрі відноситься до правління фараона Сенусерта I. Першою відомою посадою є жрець, що супроводжував Птаха, прикрашеного діадемою під час святкувань в Мемфісі. Потім отримує титул дорівняний нобілю. За Аменемхета II отримує титул хаті-а (на кшталт місцевого князя).
Наприкінці правління Аменемхета II (після смерті верховного жерця Сенусертанх близько 1875 року до н. е.) стає новим верховним жерцем Птаха. Крім того отримує посаду найбільшого начальника над ремісниками, що відповідає головному архітектору держави.
За фараона Сенусерта II призначається скарбником в обох будинках (Верхнього та НИжнього Єгипту). Невдовзі Сехотепібраанх I стає провідним сановником держави. Помер ймовірно при Сенусерті II.
Поховано в мастабі в Ель-Лішті. Статуя Сехотепібраанха I зберігається в Музеї мистецтв Метрополітен (Нью-Йорк, США). Також в Єгипетському музеї в Берліні зберігається столик для подарунків, де позначено ім'я цього діяча.